# Un destin inattendu
Pour plus de détails, voir Fiche technique et Distribution.
Un destin inattendu est un téléfilm franco-belge réalisé par Sonia Rolland d'après un scénario de Sonia Rolland, Fadette Drouard et Emmanuel Poulain-Arnaud et diffusé pour la première fois en Belgique le 11 avril 2023 sur La Une et en France le 3 janvier 2024 sur France 2.
Cette fiction est une coproduction de Mother Production, France Télévisions, So Mad Productions, AT-Prod et la RTBF (télévision belge) pour France 2, réalisée avec la participation de TV5 Monde et le soutien du  département de la Charente et des régions Nouvelle-Aquitaine et La Réunion,,,,,.

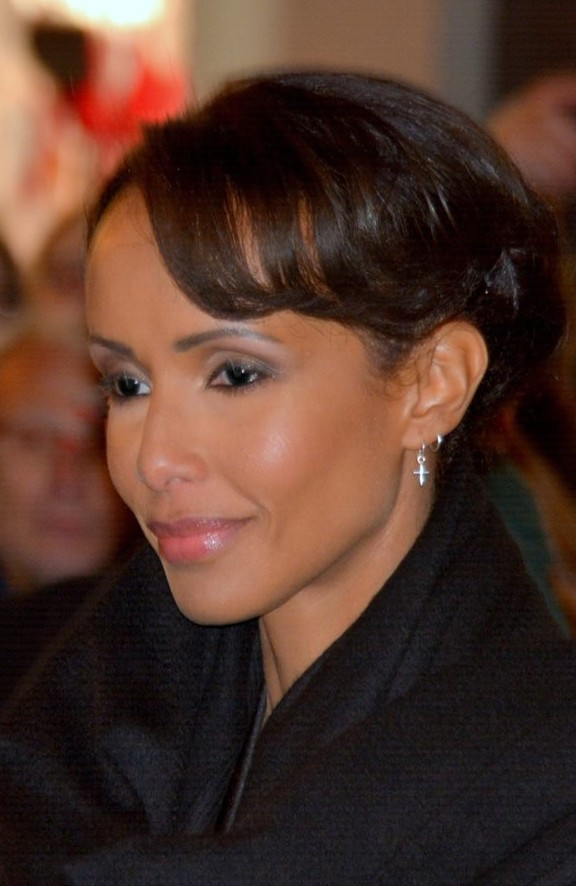
Sonia Rolland.

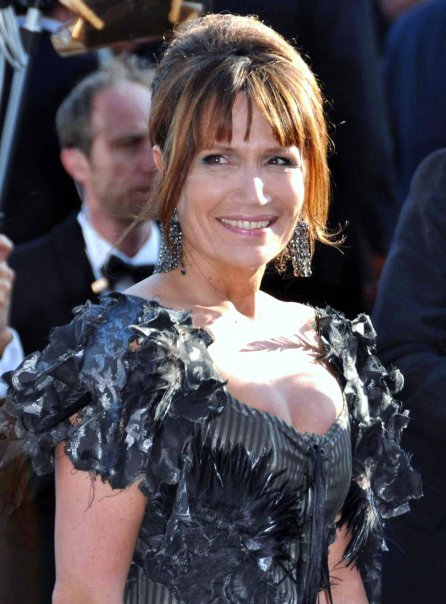
Clémentine Célarié.

## Synopsis
Nadia, une métisse d'origine rwandaise, vit avec sa famille dans une cité ouvrière d'une petite ville de Poitou-Charente. Recalée d'une possible carrière de basketteuse pour son mauvais caractère, elle est poussée par son père et ses amis à s'inscrire au concours de Miss Poitou-Charentes. Sans y croire vraiment, elle passe la première étape, en route vers un destin inattendu.

## Fiche technique
- Titre français : Un destin inattendu
- Réalisation : Sonia Rolland[1],[2],[7],[8],[4]
- Scénario : Sonia Rolland, Fadette Drouard et Emmanuel Poulain-Arnaud[1],[8],[4]
- Musique : Emmanuel d'Orlando[1],[8],[4],[9]
- Décors : Eric Pech[4]
- Photographie : David Ciccodicola[8],[4]
- Son : Gautier Isern et Christophe Martin[4]
- Montage : Emmanuelle Labbé[8],[4]
- Production : Harold Valentin, Simon Trouilloud, Sonia Rolland et Amanda Herzberg[1]
- Sociétés de production : Mother Production, France Télévisions, So Mad Productions et AT-Prod[1]
- Pays de production :  France /  Belgique
- Langue originale : français
- Format : couleur
- Genre : Autobiographie
- Durée : 97 minutes[8],[4]
- Dates de première diffusion :
  - Belgique : 11 avril 2023 sur La Une[5],[10]
  - France : 3 janvier 2024 sur France 2

## Distribution
- Esther Rollande : Nadia Garrault, élue Miss Poitou-Charentes (inspirée de Sonia Rolland)
- Clémentine Célarié : Dame Clochette, collaboratrice de Geneviève de Fontenay
- Thierry Godard : Jacky Garrault, le père de Nadia
- Mata Gabin : Liliane Garrault, la mère de Nadia
- Meriem Serbah : Meriem, la tante de Nadia
- Djibril Galy : Gaël, le frère de Nadia
- Liam Hellmann : Tom, le petit ami de Nadia
- Loriane Klupsch : Lucie, Miss Normandie
- Fannie Fararik : Isis, Miss Nord-Pas-de-Calais
- Clara Zoroddu : Miss PACA
- Marine Sainsily : Miss Réunion
- Aliette Benoist : Miss Île-de-France
- Anaïs Biady : Miss Guadeloupe
- Koukla Lapidus : Miss Midi-Pyrénées
- Nastasia Caruge : Miss Martinique
- Valentin Papoudot : Benoît Lambert
- Margaux  Chirijian : Jess
- Jeanne Boudier : Marie
- Tassadit Mandi : Tassadith
- Neva Kehouane : Sourou
- Nicolas Beaupuy : Nathan
- Miléna Chiron : Noémie, élue première dauphine de Miss Poitou-Charentes
- Christophe Favre : le présenteur de Miss France, Jean-Pierre Foucault
- Franck Beckmann : Le maire

## Production

### Genèse et développement
Le scénario est de la main de Sonia Rolland, Fadette Drouard et Emmanuel Poulain-Arnaud, et la réalisation est assurée par Sonia Rolland,,,.
Un destin inattendu est le premier téléfilm de Sonia Rolland, qui se rêvait basketteuse avant de devenir, un peu par hasard, Miss France. Elle n'en est pas à ses débuts derrière la caméra, puisqu'elle a déjà signé plusieurs documentaires, dont Rwanda, du chaos au miracle (2014) et Femme du Rwanda (2018), mais c'est la première fois qu'elle réalise une fiction.
Concernant sa rencontre avec sa co-scénariste Fadette Drouard, Sonia Rolland précise : « J'avais démarré l'écriture de ce projet avec Emmanuel Poulain-Arnaud qui est lui-même réalisateur. Il avait moins de temps disponible, mais il avait déjà travaillé la base avec moi, ce qui nous a permis d'avancer. À l'époque, j'étais produite par EuropaCorp et c'était un projet destiné au cinéma. C'est Jalil Lespert qui m'a conseillé de travailler avec Fadette. J'avais besoin d'un regard neuf alors que j'étais bloqué sur certains points. Cela a été de suite un coup de foudre professionnel ».
La production est assurée par Harold Valentin et Simon Trouilloud pour Mother Production, et par Sonia Rolland et Amanda Herzberg pour So Mad Productions.
Le téléfilm est présenté le 24 août 2023 au Festival du film francophone d'Angoulême, et les 11 et 13 septembre 2023 au Festival de la fiction de la Rochelle,.

### Attribution des rôles
Pour interpréter le rôle de Nadia, Sonia Rolland a choisi la jeune comédienne Esther Rollande, découverte dans le film Les Meilleures.
La jeune actrice et la réalisatrice portent presque le même patronyme mais il n'y a aucun lien entre elles.
Selon la réalisatrice Sonia Rolland « Elle nous a bluffés dès le départ. Elle était très précise dans ses demandes lorsque nous nous sommes rencontrées. C'est une grande bosseuse mais elle est avant tout intuitive ». « Esther Rollande a de suite dégagée une énergie et un mimétisme qui ont été hyper favorable au film. Je l'appelle le Stradivarius, car elle est capable de tout faire ».
De son côté, la jeune Esther Rollande confie « Sonia m'a dit : «Je ne veux pas du tout que tu cherches à me ressembler. Je veux que ce soit un personnage de fiction qui vive mon histoire. Je veux que tu te sentes libre de le créer toi-même». Cette liberté était un cadeau mais aussi, avec mon peu d'expérience, un challenge. J'ai beaucoup travaillé, j'ai ce que j'appelle un carnet de recherches, j'ai dessiné mon personnage, le Rwanda, le basket. Rien sur les miss puisque Sonia découvrait cet univers. Je n'ai donc pas cherché à lui ressembler mais un mimétisme a dû s'exercer inconsciemment parfois. La vulnérabilité de cette gamine, car elle est plus jeune que moi, m'a vraiment touchée. Et j'ai découvert ma féminité en même temps qu'elle, je la connaissais mais différemment ».

### Tournage
Le tournage se déroule du 31 octobre au 2 décembre 2022 en Charente, sur l'Île de la Réunion et en Île-de-France,.
Les lieux de tournage à la Réunion : plage de Grande Anse, hôtel Pax à la Saint-Gilles-Les-Bains (l'arrivée et le départ des Miss), Hôtel Saint-Alexis à Boucan-Canot (dans salle de restauration, sur la terrasse, devant le spa pour l'interview et dans le patio pour l'appel aux familles).
Esther Rollande dit avoir beaucoup appris durant le tournage : « C'était impressionnant même s'ils étaient extrêmement généreux. Ne serait-ce que les voir se comporter sur le plateau, ne pas s'excuser de se mettre dans une bulle de travail. Sonia aussi m'a enseigné énormément de choses car, avant d'être réalisatrice, c'est aussi une comédienne incroyable ».

## Accueil

### Diffusions et audience
En Belgique, le téléfilm, diffusé le 11 avril 2023 sur La Une, est regardé par 172 997 téléspectateurs et se classe deuxième en termes d'audience.
En France, diffusé le 3 janvier 2024 sur France 2, il est regardé par 3 370 000 téléspectateurs et se classe, là aussi, deuxième en termes d'audience.

### Accueil critique
Pour le site CineSerie « Sonia Rolland réussit à mettre la bonne distance par rapport à son propre parcours pour aborder les émotions contradictoires que ressent une jeune fille qui tente le concours des Miss. Les acteurs portent bien la fiction et le spectateur est empathique envers l'héroïne, mais aussi envers ses parents et quelques autres jeunes femmes. C'est moins vibrionnant que Miss, mais on y apprend beaucoup de choses. Une belle surprise ! ».
Caroline Constant, de L'Humanité, porte un regard très positif sur le téléfilm : « On pourrait, sans rougir, faire l'impasse dessus, au vu même de son point de départ. Et pourtant, il mérite une certaine attention. D'abord par les origines sociales du personnage principal. Comme Sonia Rolland, Nadia est arrivée en France à l'âge de 13 ans et a connu un déclassement important : son père était patron, il est devenu ouvrier, et rebelle. Sa mère, qui est noire, a été en butte à des réflexions racistes épouvantables à son arrivée. Surtout, comme le confie Nadia à son petit ami Tom, il n'y a pas de perspective d'avenir : « Soro, avec son bac + 12, elle range des sandwichs. Ma mère, elle range des boîtes de conserve dans un supermarché, mais tu sais combien d'années elle a fait d'études ? Je vais finir femme de ménage ou caissière, comme toutes les meufs de la cité. Et ces femmes de la cité font preuve d'une grande générosité, justement. En l'aidant à répéter son texte, en se serrant les coudes avec sa famille, en se cotisant, en la soutenant, même à distance : c'est autant son énergie à vivre ses rêves que celle envoyée par son quartier qui fait gagner la jeune Miss. La seconde partie du téléfilm est sans doute moins intéressante : on y voit ces jeunes demoiselles répéter pour la soirée en direct sur TF1, sur l'île de La Réunion. Amitiés biaisées, rancœurs, ambitions, pilules pour maigrir… Le topo est connu. Mais, même là, par le personnage formidable de Dame Clochette, la répétitrice des Miss, interprétée par Clémentine Célarié, la fiction ne tombe pas dans le mièvre. La réalité qui est décrite est dure, et, en premier lieu, pour le personnage principal, Nadia, alias Sonia Rolland. On ne peut regretter que la chute du téléfilm, qui, justement, fait de son cas une généralité, et des Miss un alpha et un oméga. Reste que le téléfilm, remarquablement dialogué, se distingue par ce choix de montrer la cité autrement que comme un repaire de marginaux. Rien que pour cela, il vaut le détour. ». 